# Pfarrkirche Seyring

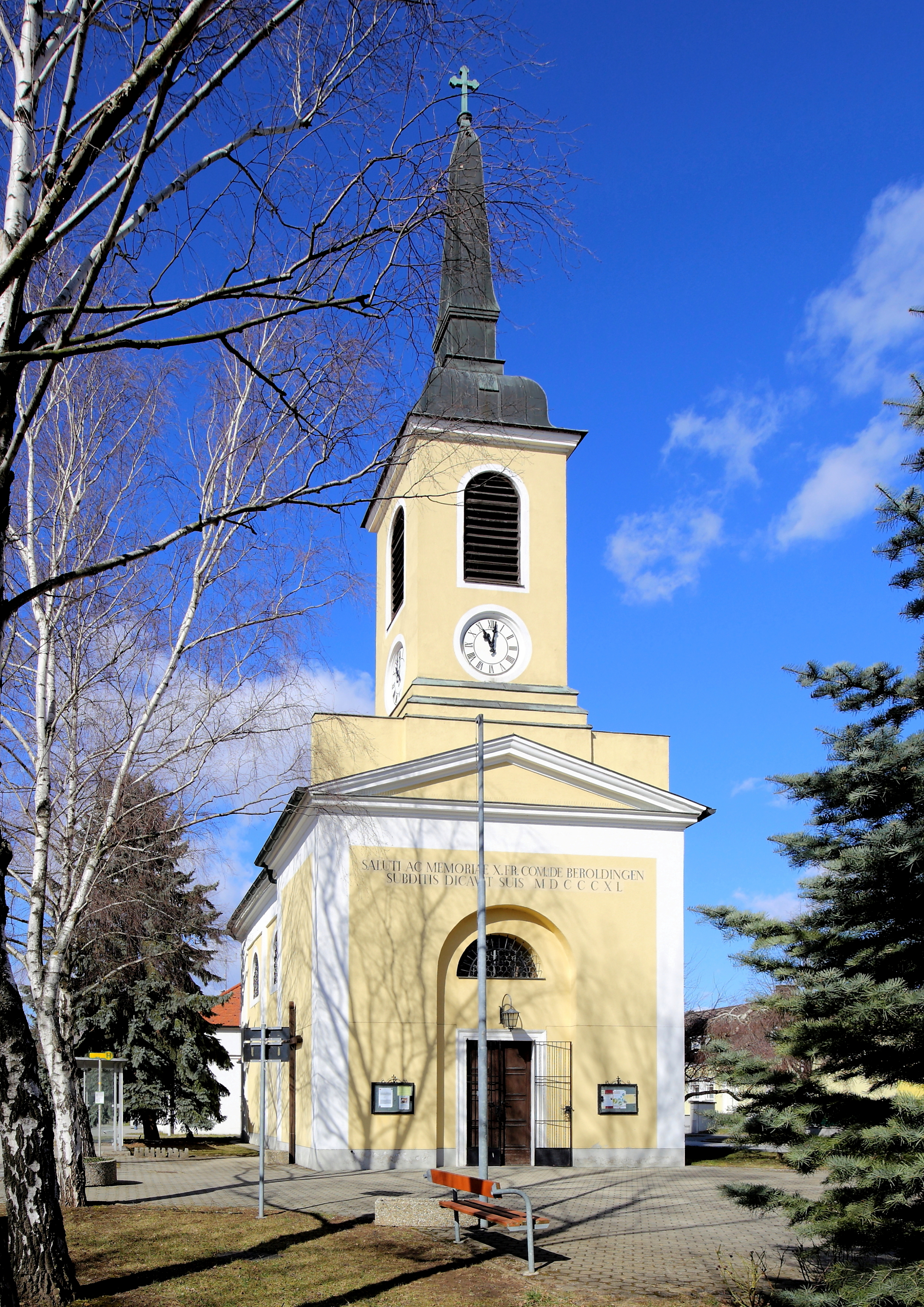
Pfarrkirche Seyring

Die römisch-katholische Pfarrkirche Seyring steht auf dem Anger in der Ortschaft Seyring in der Gemeinde Gerasdorf bei Wien im Bezirk Korneuburg in Niederösterreich. Sie ist der heiligen Rosalia geweiht und gehört zum Dekanat Wolkersdorf im Vikariat Unter dem Manhartsberg der Erzdiözese Wien. Das Bauwerk steht unter Denkmalschutz.

## Geschichte
Die frühbarocke Kirche wurde um 1670 errichtet. 1840 wurde der Bau um eine Vorhalle mit Kirchturm im Südosten, sowie den Sakristeianbau im Nordwesten erweitert. Das Patrozinium wurde mehrmals gewechselt: 1771 wurde sie urkundlich dem Fest Mariä Geburt geweiht, 1833 dem heiligen Sebastian, 1883 der Heiligen Dreifaltigkeit. 1686 wurde sie Vikariat der Pfarre Pillichsdorf. 1939 wurde sie zur Expositurkirche erhoben und 1977 zur eigenständigen Pfarre.

## Kirchenbau
Kirchenäußeres
Die Kirche ist ein frühbarocker-klassizistischer Bau mit Kirchturm im Südosten. Die Turmfassade weist einen Dreiecksgiebel und ein Lünettenportal mit einer Stifterinschrift von Franz Xaver von Beroldingen aus dem Jahr 1840 auf. Die Gesimse und Faschen wurden 1976 entfernt. Die Schallfenster am Kirchturm sind rundbogig. Der Glockenhelm mit Spitze ist obeliskförmig. Die Fenster im Kirchenschiff sind Lünettenfenster mit barocken Steckgittern. Der Sakristeianbau an der Apsis hat ein Walmdach sowie Rundbogenportal und Lünettenfenster.
Kircheninneres
Der barocke Saalraum ist stichkappentonnengewölbt. Dazwischen sind Gurtbögen. Unterhalb des Gewölbes ist ein doppelt profiliertes Gesims, das auf Lisenen ruht. Das ehemalige Fresko in der Apsis wurde 1964 übermalt.

## Ausstattung
Die Ausstattung stammt aus den Jahren 1977/78 von Robert Hammerstiel. In der Kirche sind die vier Evangelisten auf Holzschnitttafeln dargestellt, der Auferstandene auf einem Druckstock. Der Kreuzweg besteht aus Farbholzschnitten. Die Marienstatue ist eine Kopie der „Lütticher Madonna“.
Die Orgel wurde von Franz Capek gefertigt und stammt aus der Zeit um 1900.